# فرودگاه تولیتا
فرودگاه تولیتا (به انگلیسی: Tulita Airport) یک فرودگاه همگانی باربری با کد یاتا ZFN است که یک باند فرود شن دارد و طول باند آن ۹۱۴ متر است. این فرودگاه در کشور کانادا قرار دارد و در ارتفاع ۱۰۱ متری از سطح دریا واقع شده است.

## شرکت‌های هواپیمایی و مقصدهای پروازی
| شرکت‌های هواپیمایی | مقصدهای پروازی                  |
| ----------------- | ------------------------------- |
| نورث-رایت ایرویز  | دیلاین، فورت گود هوپ، نورمن ولز |

### باری
| شرکت‌های هواپیمایی | مقصدهای پروازی |
| ----------------- | -------------- |
| بافلو ایرویز      | یلونایف        |